# David Brembly
David Brembly (ur. 10 lutego 1993 w Kolonii) – niemiecki koszykarz, występujący na pozycjach rzucającego obrońcy lub niskiego skrzydłowego, posiadający także polskie obywatelstwo, obecnie zawodnik BM Slam Stali Ostrów Wielkopolski.

## Osiągnięcia
Stan na 18 lutego 2024, na podstawie, o ile nie zaznaczono inaczej.

### Drużynowe
Seniorskie
- Wicemistrz Niemiec (2016)
- Brązowy medalista mistrzostw Polski (2014)
- Zdobywca: 
  - Pucharu Polski (2013)
  - Superpucharu Polski (2012, 2013, 2021[2])
- Finalista Pucharu Polski (2024)[3]
- Uczestnik międzynarodowych rozgrywek:
  - Eurocup (2012/2013, 2015/2016)
  - VTB (2020/2021)

Młodzieżowe
- Wicemistrz Polski:
  - juniorów starszych (2012)
  - juniorów (2011)
- Brązowy medalista mistrzostw Polski juniorów starszych (2013)

### Indywidualne
Seniorskie
- Wybrany do udziału w meczu gwiazd niemieckiej ligi BBL (2015)[4]
- Zwycięzca konkursu rzutów za 3 punkty niemieckiej ligi BBL (2015)[4]
- 2. miejsce w konkursie wsadów niemieckiej ligi BBL (2015)[4]

Młodzieżowe
- Zaliczony do I składu mistrzostw Polski:
  - juniorów starszych (2013)
  - juniorów (2011)

### Reprezentacja
- Wicemistrz uniwersjady (2015)
- Uczestnik mistrzostw Europy U–20 (2013 – 11. miejsce)[5]